# هند رستم
نریمان حسین مراد که بیشتر به نام هنری هند رستم (عربی: هند رستم؛ ۱۲ نوامبر ۱۹۲۹ – ۸ اوت ۲۰۱۱) شناخته می‌شود بک هنرپیشه زن اهل مصر بود. از او به‌عنوان یکی از بزرگترین چهره‌ها در دوران طلایی سینمای مصر یاد می‌شود. به‌سبب ظاهر فیزیکی او لقب «مریلین مونروی شرق» را کسب کرد. او در طول زندگی حرفه‌ای خود در بیش از ۸۰ فیلم ایفای نقش کرد.
از فیلم‌ها یا برنامه‌های تلویزیونی که وی در آن نقش داشته‌است می‌توان به درب آهنی اشاره کرد.
در ۱۲ نوامبر ۲۰۱۸، گوگل با تغییر کوگل دودل در کشورهای عربی و شمال آفریقا از او تجلیل کرد.